# Cullen Gillaspia
Cullen Gillaspia (Katy, 12 maggio 1995) è un giocatore di football americano statunitense che milita nel ruolo di fullback per i New York Giants della National Football League (NFL).

## Carriera

### Houston Texans
Gillaspia fu scelto nel corso del settimo giro (220º assoluto) del Draft NFL 2019 dagli Houston Texans. Durante la sua prima stagione regolare disputò tutte le 16 partite della stagione regolare, nessuna delle quali come titolare, per un totale di 12 snap. Nel turno delle wild card dei playoff, Gillaspia portò un blocco fondamentale che permise a Deshaun Watson di segnare il touchdown della vittoria ai tempi supplementari per 22-19.

### New York Giants
Il 16 marzo 2021 Gillaspia firmò con i New York Giants.